# Roginska Gorca
Roginska Gorca je naselje v Občini Podčetrtek.